# Noah Mbamba
Noah Mbamba (Ixelles, 2005. január 5. –) belga korosztályos válogatott labdarúgó, a német Fortuna Düsseldorf középpályása kölcsönben a Bayer Leverkusen csapatától.

## Pályafutása

### Klubcsapatokban
Mbamba a belgiumi Ixelles városában született. Az ifjúsági pályafutását a Vilvoorde, a Woluwe-Zaventem és a Genk csapatában kezdte, majd a Club Brugge akadémiájánál folytatta.
2021-ben mutatkozott be a Club Brugge első osztályban szereplő felnőtt keretében. 2021. május 23-án, a Genk ellen 2–1-re elvesztett mérkőzésen debütált. 2023. január 14-én 5½ éves szerződést kötött a német első osztályban érdekelt Bayer Leverkusen együttesével.
2024. június 19-én kölcsönbe került a Fortuna Düsseldorf csapatához.

### A válogatottban
Mbamba az U15-ös és az U19-es korosztályú válogatottakban is képviselte Belgiumot.

## Statisztikák
2022. július 31. szerint
| Klub        | Szezon   | Osztály        | Bajnokság | Bajnokság | Kupa  | Kupa | Nemzetközi | Nemzetközi | Összesen | Összesen |
| Klub        | Szezon   | Osztály        | Meccs     | Gól       | Meccs | Gól  | Meccs      | Gól        | Meccs    | Gól      |
| ----------- | -------- | -------------- | --------- | --------- | ----- | ---- | ---------- | ---------- | -------- | -------- |
| Club Brugge | 2020–21  | Jupiler League | 1         | 0         | 0     | 0    | —          | —          | 1        | 0        |
| Club Brugge | 2021–22  | Jupiler League | 14        | 0         | 4     | 0    | 3          | 0          | 21       | 0        |
| Club Brugge | 2022–23  | Jupiler League | 2         | 0         | 1     | 0    | —          | —          | 3        | 0        |
| Club Brugge | Összesen | Összesen       | 17        | 0         | 5     | 0    | 3          | 0          | 25       | 0        |
| Összesen    | Összesen | Összesen       | 17        | 0         | 5     | 0    | 3          | 0          | 25       | 0        |

## Sikerei, díjai
- Club Brugge
  - Jupiler League: 2020–21, 2021–22
  - Belga Szuperkupa: 2021, 2022

- Bayer 04 Leverkusen
  - Német bajnok: 2023–24
  - Német kupa: 2023–24